# 田村秀男
田村 秀男（たむら ひでお、1946年 - ）は、日本の新聞記者。産経新聞特別記者・編集委員兼論説委員。元日本経済新聞編集委員。

## 来歴
高知県吾川郡いの町出身、高知学芸高等学校、早稲田大学政治経済学部経済学科卒業後、1970年4月、日本経済新聞社に入社。 岡山支局、東京本社産業部、経済部、ワシントン特派員、米国アジア財団（サンフランシスコ）上級客員研究員、香港支局長、東京本社編集委員、日本経済研究センター欧米研究会座長（兼務、2001年- 2004年）、早稲田大学政経学部講師（同、2004年 - 2011年）。2006年10月付で日経新聞社を退社。同年12月、産経新聞社に移籍、特別記者・編集委員となる。2008年から論説委員も兼務となる。
早稲田大学政治経済学術院（大学院）講師、早大エクステンション中野校講師も務める。

## 主張
田村は一連の論評、コラムと著書でデフレーションの定義を「物価の継続的な下落の速度、度合いをはるかに上回る賃金の下落が続く状態」とし、単に「物価の下落が続く状態」とする従来の定義では1930年代の大恐慌時代や1998年以降の「日本型デフレ」を十分説明できないとしている。本人は物価上昇一点主義に傾きがちな「リフレ派」と呼ばれるのを嫌い、金融偏重、緊縮財政・増税容認の新自由主義とは一線を画している。物価の上昇だけを重視する平板なインフレターゲットには批判的で、日銀は物価と並んで賃金・雇用を重視するよう、2011年に岩田規久男教授（現日銀副総裁）らとともに日銀法の改正を提起している。また、「デフレは国庫を破壊する」とし、デフレこそが日本の財政収支悪化の元凶であることを論証し、デフレを悪化させる大きな要因である消費増税に反対する。
リーマン・ショック後は、日本銀行の量的金融緩和政策と積極財政政策という金融・財政の両輪による100兆円規模の脱デフレ策を提唱した。

### 民主党政権への提言
田村は超党派政策提言機関「国家ビジョン研究会」の金融財政部会のメンバーとして宍戸駿太郎筑波大学名誉教授らとともに、2009年１月に鳩山由紀夫首相を訪ね、100兆円の日銀資金創出による「脱デフレ」策を提言した。続いて、同年1月17日付け産経新聞朝刊「日曜経済講座」で日銀資金100兆円創出の詳細を明らかにした。財務省が民間貯蓄を吸い上げて百数十兆円もの米国債購入に充てているが、これでは民間資金が国内に使われず、デフレを助長している。そこで米国債購入用の政府短期証券を日銀が買い上げる。そのプロセスで新たに市場に供給される100兆円を政府が建設国債発行で吸い上げ、日本再生基金とせよ、というプランである。日銀としては100兆円の量的緩和を意味し、政府としては100兆円の財政出動になる。鳩山首相は同案を平野博文官房長官を通じて日銀に打診したが、拒否された。鳩山首相は「米国債を売るのか。それはできない」と恐れてもいた。田村は米国債を日銀勘定に移すだけで、米国債を売却する必要はないと鳩山に答えたが、鳩山ら民主党幹部は、1997年当時「米国債を売る」発言を行った橋本龍太郎首相がワシントンの不興を買ったことで凋落したという永田町の神話に神経過敏だった。
2011年3月11日、東日本大震災が起きると、田村はただちに100兆円資金構想を復興と脱デフレに生かすべきと判断し、産経新聞紙上で改めて政府と日銀に決断を促した。

### アベノミクスについて
量的緩和と財政出動の考え方の基本部分は、第2次安倍内閣によりアベノミクスとして政策化された。黒田東彦日銀は2013年4月、2年間で132兆円の日銀資金を追加供給し、長期国債を中心に買い上げる異次元緩和政策に踏み切った。田村は、アベノミクスは第1の矢日銀緩和を第2の矢機動的財政出動に直接組み合わせてはいないとして問題視し、アベノミクスの進め方への注文や、その限界についてコラムに書いた。2013年9月末の安倍晋三首相による消費税率引き上げ決定に際しては、アベノミクスの自殺行為と批判し、一貫して雑誌『正論』などへの寄稿で撤回を要望している。消費増税は円高デフレ圧力を呼び込み、円安に反対する中国と韓国を喜ばせるとも主張した。金融政策偏重では脱デフレは困難とし、2013年9月に黒田東彦日銀総裁が金融政策で消費増税による景気下降に対応できるとして、増税を後押ししたことを批判している。消費税率8％施行直前の2014年3月30日付け産経新聞朝刊「日曜経済講座」で、デフレ下の増税や増税を推進するための公共事業前倒し発注などの財政政策が消費や投資をゆがめているとし、2015年10月からの消費税率10％への再引き上げに反対する論陣を張った。田村はアベノミクス第1の矢である金融緩和と第2の矢である財政出動の統合が必要と論じている。第3の矢である「成長戦略」の規制緩和については短期的には地方経済を混乱させるばかりでなく、成長にどこまで寄与するか疑問があるとし、当面は金融・財政主導とすべきと主張する。成長戦略は地方の再生や中小企業の活性化に重点を置くべきだとし、「国土強靭化」の基本的考え方については賛意を示しつつ、インフラ整備と地方中小企業の再生の総合プラン作成を提起している。日本の産業は中小企業によって支えられてきたことや、全国的に多くの中小企業が航空・宇宙などの先端分野でコンソーシアムを結成するなど新機軸を打ち出しつつある点を高く評価している。

### 日本のデフレに対する見方
日本でデフレが慢性化した端緒を1997年度の橋本内閣による消費増税とした。浜田宏一は、橋本政権下の消費税引き上げがデフレ下であったためにかえって税収の減収を生んだという田村の主張を「経済を分かった上で言論活動をされている」と評価した。
1985年9月のプラザ合意」に代表される日本の対米追随型経済政策が、日本の15年デフレや「失われた20年」を招いてきたとして、財政金融政策の対米自立を要望している。

### アメリカ経済について
2005年5月、10月には「バブルの本家は米国」と題し、米住宅バブルとそれを加速させるヘッジファンドによるデリバティブの膨張、さらに日本の金融緩和マネーが米住宅・金融商品バブルに大きく寄与していると分析したコラムを日経ネット版で発表した。その中で、日銀による「金融の量的緩和の解除、ゼロ金利が変更されるときは、ヘッジファンドは方向転換を図るだろう」と主張した。
2007年夏の米サブプライム・ローン危機勃発を受け、ドル金融主導型のグローバル経済モデルの崩壊を指摘し、危機の拡大を警告した。さらに、リーマン・ショックの余波は日本経済に大打撃となると警告した。リーマン・ショックで市場原理主義は終わったと論じ、日本型の経済成長モデルをめざして脱デフレを最優先するよう政府・日銀に要望。与謝野馨経済・財政担当相と白川方明日銀総裁を非難した。

### 中国経済について
中国共産党の支配下にある中国人民銀行が基準相場を設定し、変動を基準値の上下2％以内に限って許容している事、金融・資本市場は制限だらけで取引不自由である事、公正に開かれた金融市場を基盤として為替レートが自由に変動する先進国通貨とは対極にある事から、人民元を「悪貨が良貨を駆逐する」における現代版悪貨としている（2015年現在）。
また、早くから共産党指令型経済体制が非効率の過剰生産と同国国土の崩壊を招くと警告してきた。同国不動産や金融バブルの崩壊は共産党指令型経済では「飛ばし」操作が行われる結果、日本やアメリカのような金融や不動産のバブル崩壊にまでは至りにくいが、そのしわ寄せは環境悪化や資源の浪費・枯渇を通じて国民と国土、即ち国家の生存条件にくる。その結果、中国は対外膨張主義をとるので、日本のみならず周辺アジアとの緊張が高まるとの見解を持つ。日本企業に対しては対中投資の中止を主張している。
2014年4月には、独自の経済分析から中国は不動産バブル崩壊の前にすでにゼロまたはマイナス成長に陥っており、不動産開発など投資主導型に代わる経済成長モデルは見当たらず、経済停滞は長期化するとするコラムを発表した。
2015年11月30日にIMFが人民元をドル、ユーロに次ぐシェア第3位のSDRを与えた背景には、リーマン・ショック以降の巨大なグローバル金融市場である中国に国際金融界が目をつけ、背後から突き動かしたと述べている。人民元のSDR採用後は人民元が世界最大の通貨発行量となり、国際通貨になれば国際市場でドルとの交換が保証され、経済面のみならず政治、軍事の分野での威力が更に増す事になると予測。
「悪貨」である人民元の膨張を防ぐ手段として「人民元の為替制度と金融市場を他のSDR通貨と同程度に完全自由化させること」を主張。これにより中国共産党による支配が自由市場から嫌われ、資本の逃避や人民元の暴落を招くと予測。また、IMFへ多額の資金拠出をしている日本が「もういい加減、口くらい出したらどうか」と主張した。

### 財務省とマスコミ
日本経済新聞に代表される日本の経済報道が、財務官僚の御用新聞に堕落していると批判し、著書『日経新聞の真実』では経済ジャーナリズムの再構築を主張している。同書や「反逆の日本経済学」「アベノミクスを殺す消費増税」「消費増税の黒いシナリオ」では、1998年から始まる長期慢性デフレが財務省主導の経済政策の誤りにあるとし、それを無批判に受け入れ、迎合してきた新聞ジャーナリズムにも責任があるとして、経済記者が自らの頭で考え、経済政策、金融政策への批判精神を取り戻さない限り、官僚主導による政策はチェックされず、誤った政策のために日本の衰退は続くと主張している。

## 出演番組

### テレビ
- そこまで言って委員会NP（読売テレビ） - 2015年10月18日
- 日本よ、今...「闘論！倒論！討論！（日本文化チャンネル桜）※経済関連の討論に不定期出演
- 経済ひとりがたり（林原チャンネル）

## 著書
- 『核メジャー』日本経済新聞社、1978年
- 『リアルな動きがわかる金融業界』日経事業出版社、2000年
- 『人民元、ドル、円』岩波書店〈岩波新書〉、2004年
- 『円の未来』光文社ペーパーバックス、2007年
- 『国際政治経済学入門』扶桑社新書、2008年
- 『世界はいつまでドルを支え続けるか』扶桑社新書、2009年
- 『待ったなし日本経済』李白社、2009年
- 『人民元が基軸通貨になる日』PHP研究所、2010年
- 『財務省「オオカミ少年」論』産経新聞出版、2012年
- 『日本建替論』麻木久仁子・田中秀臣共著、藤原書店、2013年
- 『反逆の日本経済学」マガジンランド、2013年
- 『日経新聞の真実』光文社新書、2013年
- 『アベノミクスを殺す消費増税』飛鳥新社、2013年
- 『日本ダメだ論の正体』渡邉哲也共著、マガジンランド、2013年
- 『消費増税の黒いシナリオ——デフレ脱却はなぜ挫折するのか』幻冬舎<幻冬舎ルネッサンス新書>、2014年
- 『人民元の正体：中国主導「アジアインフラ投資銀行の行末」』マガジンランド、2015年
- 「日&米堅調 EU&中国消滅　世界はこう動く（国際編）」（長谷川慶太郎と共著、徳間書店、2016年）
- 「マイナス金利の標的　世界はこう動く（国内編）」同上
- 「中国経済はどこまで死んだか：中国バブル崩壊後の真実」（宮崎正弘・渡邉哲也共著、産経新聞出版、2016年）
- 「米中貿易戦争」（マガジンランド新書、2018年7月）
- 「日経新聞と財務省はアホだらけ」（高橋洋一共著、産経セレクト、2018年12月）
- 「中国発の金融恐慌に備えよ」（宮崎正弘共著、徳間書店、2019年）
- 「日本経済は誰のものなのか：戦後日本が抱え続ける病理」（上島嘉郎共著、扶桑社、2020年）
- 「脱中国、消費税減税で 日本再興」（ワニブックス、2020年）
- 「習近平敗北前夜：脱中国で繁栄する世界経済」（ビジネス社、石平共著、2020年）
- 「経済と安全保障」（渡部悦和共著、育鵬社、2022年）
- 「「経済成長」とは何か：日本人の給料が25年上がらない理由」（ワニ・プラス 新書、2022年）
- 「日本経済は再生できるか：『豊かな暮らし』を取り戻す最後の処方箋」（ワニ・プラス 新書、2022年）
- 「金融大波乱：ドル・円・人民元の通貨戦争が始まった」（宮崎正弘共著、徳間書店、2023年）
- 「現代日本経済史：現場記者50年の証言」（ワニ・プラス、2023年）
- 「米中通貨戦争：『ドル覇権国』が勝つか、『モノ供給大国』が勝つか」（育鵬社、2023年）
- 「安倍晋三vs財務省」（石橋文登共著、育鵬社、2023年）
- 「中国経済衰退の真実」（産経セレクト、2024年）
- 「中国経済「6つの時限爆弾」」（かや書房、2024年）
- 「中国経済崩壊、そして日本は甦る」（ワニ・プラス、2024年）
- 「亡国のザイム原理主義｝（かや書房、2025年8月1日）
- 「米中経済消耗戦争」（ワニ・プラス、2025年8月8日）

### 論考での寄稿
- 『ネットワーク資本主義』（共著）日本経済新聞社、2000年
- 『検証・株主資本主義』（共著）日経BP社、2002年
- 『世界金融危機とアジア』(共著）亜細亜大学アジア研究所叢書、2010年
- 『日本経済は復活するか』田中秀臣編、藤原書店、2013年
- 「崩壊した『中国システム』とEUシステム 〔主権・民主主義・健全な経済政策〕」（共著、藤原書店、2019年）